# Agogô
Een agogô (Yoruba voor bel) of agogo-bel is een muziekinstrument, een idiofoon bestaande uit twee of drie kleine koebellen van smeedijzer of koper van verschillende grootte, verbonden door een metalen staaf. Door het verschil in grootte brengt elke koebel een andere toonhoogte voort.
Het instrument wordt vanouds gebruikt in Latijns-Amerikaanse muziek, die is gebaseerd op de religieuze ceremoniële muziek van daarheen gedeporteerde Afrikaanse slaven. Het kan het oudste samba-instrument genoemd worden, ontstaan uit de West-Afrikaanse koebel.
Bij drumbands en malletbands wordt de agogô doorgaans gemonteerd aan het woodblock of aan de kleine trom. Bij drumstellen staat de agogô meestal op een standaard. De kleinste bel zit bovenaan. Het instrument wordt bespeeld met een drumstok of mallet.

## Trivia
- Agogô is tevens de naam van een Nederlands tijdschrift over capoeira en Brazilië.[1]